# Городское кладбище (Самара)
Городское кладбище Самары — является одним из немногих самарских кладбищ, расположенных непосредственно в черте города. 

## Описание
Кладбище открыто в 1932 году. 
Расположено на территории Железнодорожного района Самары. Площадь составляет 69 га и поделено на две части. 
Кладбище в плане представляет равнобедренную трапецию в пределах улиц Партизанской, Лунной, Дзержинского и Клинической.
В 1965 году на территории кладбища состоялось открытие памятника-обелиска воинам, павшим в Великую Отечественную войну (Скульптор — П. Горянков, архитекторы — Р. Аракелян, В.Каркарьян, Ю. Мусатов, Ю. Храмов).
Недалеко от погоста есть храм Всех Святых.
На погосте работают: кафе для поминальных трапез, гранитная мастерская и пункт проката инвентаря. Есть общественные туалеты и водопроводные колонки. Предоставляются услуги по благоустройству захоронений и уходу за ними.
На Городском кладбище захоронены герои Советского Союза и Российской Федерации, деятели искусства, науки и спорта, военачальники, а также обычные люди.
Вышестоящая организация — Муниципальное казенное учреждение городского округа Самара «Ритуал».
Кладбище закрыто для новых захоронений, производятся только родственные захоронения.

## Транспорт
- Трамваи № 1, 3, 4, 18, 23, остановка «Техникум лёгкой промышленности»
- Автобус № 296, остановка «Торговый центр «Мега Строй»

## Время для посещений
- с 1 мая по 30 сентября — с 9.00 до 19.00,
- с 1 октября по 30 апреля — с 10.00 до 17.00.

## Фотогалерея

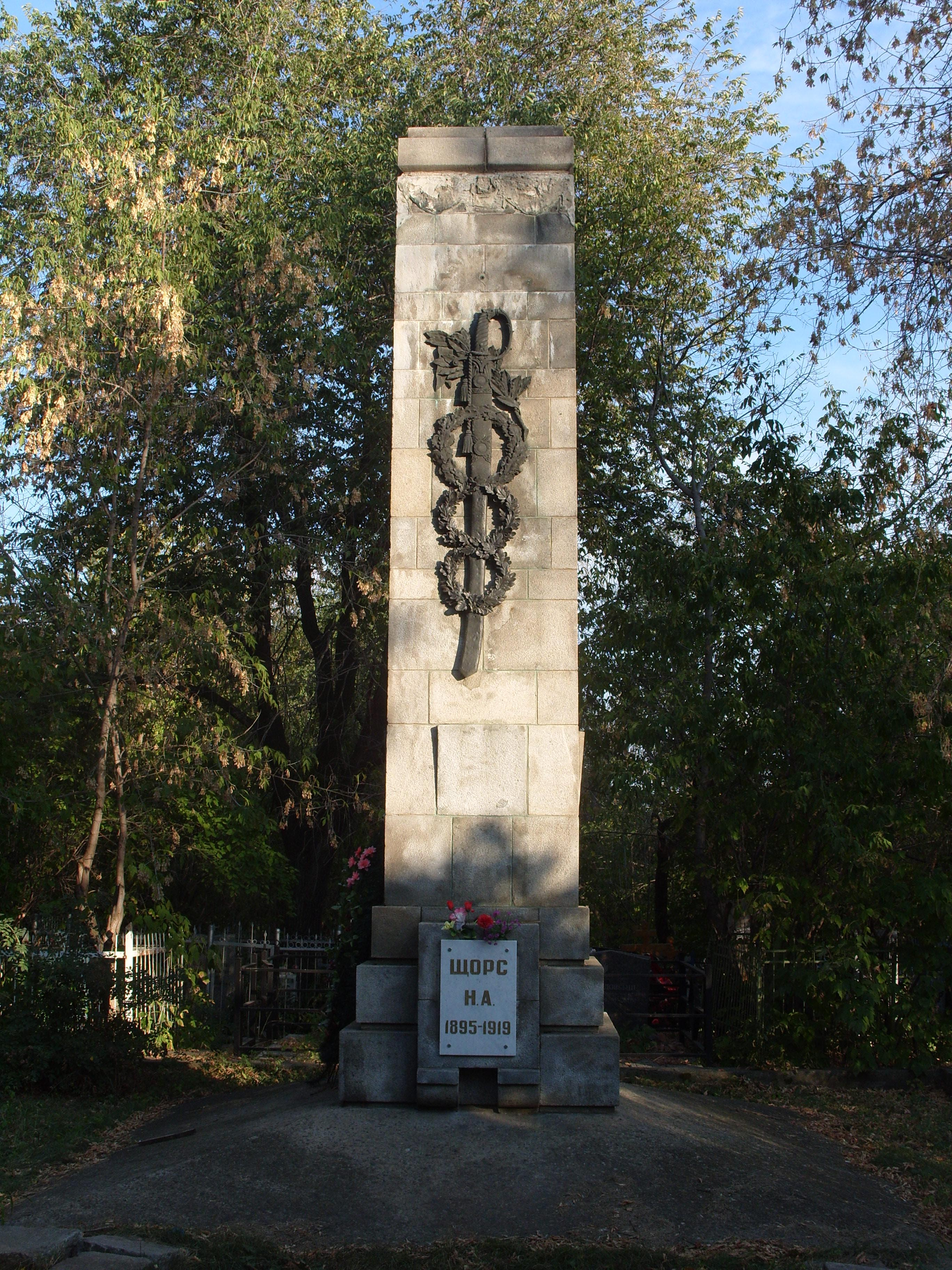
Монумент Щорсу
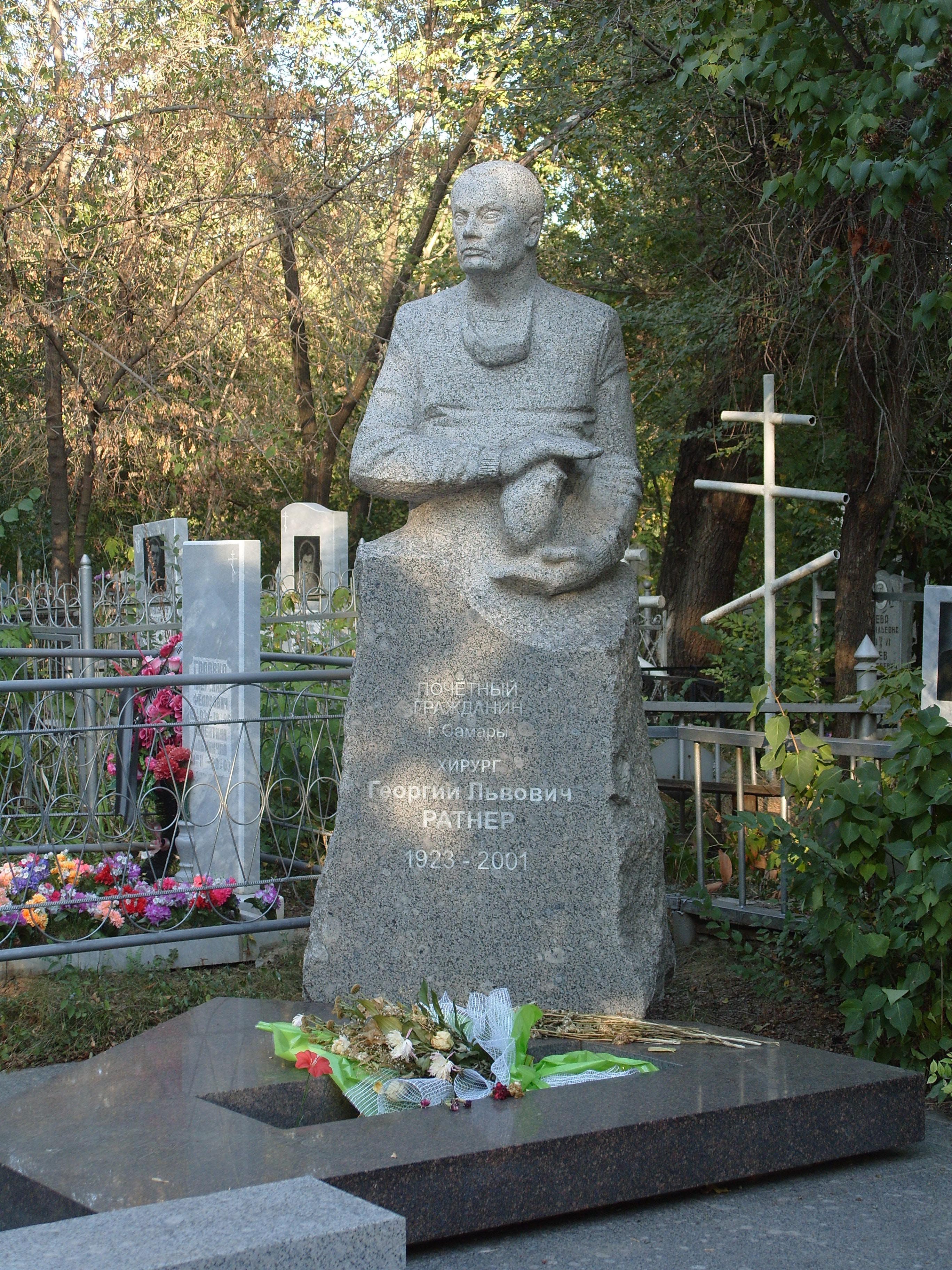
Монумент на могиле Ратнера
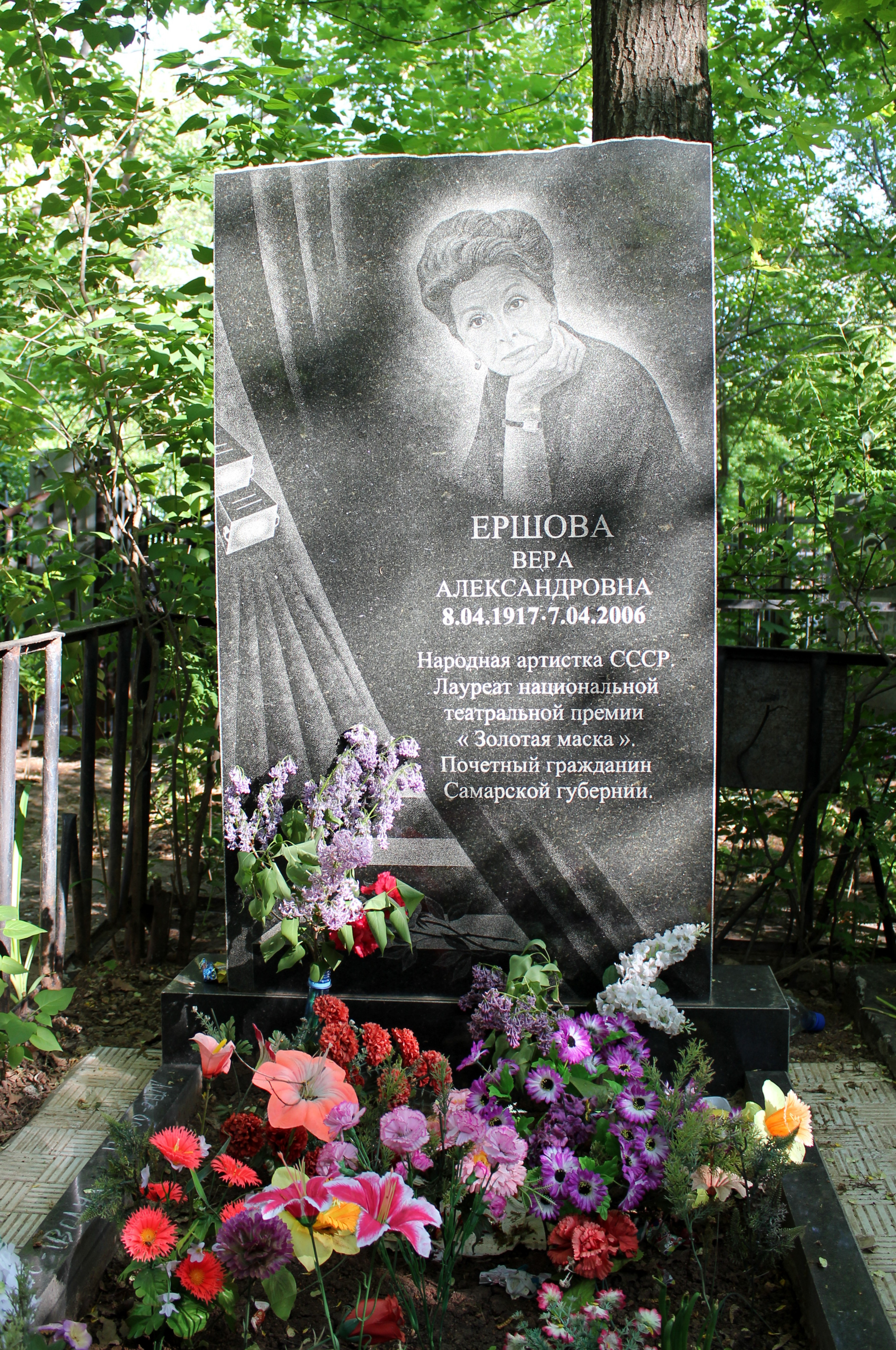
Памятник на могиле Ершовой Веры Александровны